# Урасоэ
Урасо́э (яп. 浦添市 Урасоэ-си) — город в Японии, находящийся в префектуре Окинава. Площадь города составляет 19,27 км², население — 111 833 человека (1 августа 2014), плотность населения — 5803,48 чел./км².

## Географическое положение
Город расположен на острове Окинава в префектуре Окинава региона Кюсю. С ним граничат города Наха, Гинован и посёлок Нисихара.

## Население
Население города составляет 111 833 человека (1 августа 2014), а плотность — 5803,48 чел./км². Изменение численности населения с 1980 по 2005 годы:
| 1980 | 70 282 чел.  |  |
| 1985 | 81 611 чел.  |  |
| 1990 | 89 994 чел.  |  |
| 1995 | 96 002 чел.  |  |
| 2000 | 102 734 чел. |  |
| 2005 | 106 049 чел. |  |

## Символика
Деревом города считается Elaeocarpus sylvestris.